# Jon Larrinaga Apraiz
Jon Larrinaga Apraiz (Guernica, 1948) es un economista y político del País Vasco, España.

## Trayectoria política
Militó en Euskadi Ta Askatasuna (ETA) desde 1968 hasta 1970, cuando en el transcurso de su VI Asamblea dimitió junto con las Células Rojas, colectivo marxista-leninista al que pertenecía. En 1981 ingresó en el Partido Comunista de Euskadi (PCE-EPK), en pleno proceso de confluencia con Euskadiko Ezkerra (EE). Como miembro de EE, fue elegido diputado del Congreso en las elecciones generales de 1986 por la circunscripción de Vizcaya, sustituyendo a Kepa Aulestia, y repitió escaño en 1989. En su trabajo como parlamentario, fue ponente de la Ponencia sobre la Unión Económica y Monetaria. En 1987 fue, durante dos meses (de enero a marzo), diputado en el Parlamento Vasco por Vizcaya.
En febrero de 1991 fue elegido secretario general de Euskadiko Ezkerra, formación por la que fue consejero de Urbanismo, Vivienda y Medio Ambiente del Gobierno Vasco y después, ya integrado en el Partido Socialista de Euskadi-Euskadiko Ezkerra (PSE-EE/PSOE), consejero de Economía, Planificación y Medio Ambiente, en ambos casos con el lehendakari José Antonio Ardanza.

## Trayectoria laboral
Licenciado y máster en Economía por la Universidad de Lovaina, trabajó en el servicio de estudios y fue director de riesgos del Banco Bilbao Vizcaya (BBV), así como en el gabinete de estudios creado por el Gobierno Vasco para las relaciones con la Unión Europea, entonces (1986), Comunidad Económica Europea. Desde 2012 es director de Relaciones Institucionales de la empresa Aernova Aeroestructuras.